# Pointe-des-Cascades
Pointe-des-Cascades (AFI: [pwɛ̃t(ə)dɛkaskad]; significando Punta de las Cascadas en francés), es un pueblo de la provincia de Quebec en Canadá. Es uno de los municipios que conforman el municipio regional de condado de Vaudreuil-Soulanges en la región de Vallée-du-Haut-Saint-Laurent en Montérégie.

## Geografía
Pointe-des-Cascades se encuentra ubicada en la confluencia del río Ottawa con el río San Lorenzo, al noreste del MRC de Vaudreuil-Soulanges. Los municipios vecinos son la ciudad de Vaudreuil-Dorion y el municipio de Les Cèdres aunque la ciudad de Notre-Dame-de-l'Île-Perrot está situada en la isla Perrot por la otra orilla del río Ottawa.
El área total del municipio es de 10,0 km². con 2,7 km² en tierra. El municipio está ubicado en la planicie del San Lorenzo.

## Historia
El territorio de Pointe-des-Cascades fue ubicado en los señoríos de Vaudreuil y de Soulanges. El municipio fue constituido en 1961 a partir de partes de los antiguos municipios de parroquias de Saint-Michel-de-Vaudreuil, ahora en Vaudreuil-Dorion, y de Saint-Joseph-de-Soulanges, ahora en Les Cèdres.

## Política
|          | 2009-2013 |
| Alcalde  | Maryse M. Sauvé |
| Consejos | Martin Juneau Pierre Lalonde France Payer Julie Clermont (2009-2013) Chantal Lafleur (2009-2013) Isabelle Poirier (2009-2013), Stéphane Beauchesne (2013) Dos puestos vacantes |

Pointe-des-Cascades forma parte de la circunscripción electoral de Soulanges a nivel provincial y de Vaudreuil-Soulanges a nivel federal.

## Demografía
Según el censo de Canadá de 2011, había 1340 personas residiendo en este municipio con una densidad de población de 502,2 hab./km². La población aumentó de 28,1% entre 2006 et 2011. El número total de inmuebles particulares resultó ser de 600, de los que 566 se encontraban ocupados por residentes habituales.
Población total, 1986-2011
| Año  | Población | Variación (%) |
| ---- | --------- | ------------- |
| 2011 | 1340      | 28,1 %        |
| 2006 | 1046      | 6,6 %         |
| 2001 | 981       | 7,8 %         |
| 1996 | 910       | 31,7 %        |
| 1991 | 691       | 8,0 %         |
| 1986 | 640       |               |

## Sociedad
La parroquia católica se llama Saint-Pierre-des-Cascades.